# Sept-Forges
Sept-Forges är en kommun i departementet Orne i regionen Normandie i nordvästra Frankrike. Kommunen ligger i kantonen Juvigny-sous-Andaine som tillhör arrondissementet Alençon. År 2018 hade Sept-Forges 250 invånare.

## Befolkningsutveckling
Antalet invånare i kommunen Sept-Forges
| Referens: INSEE |